# Nicko McBrain

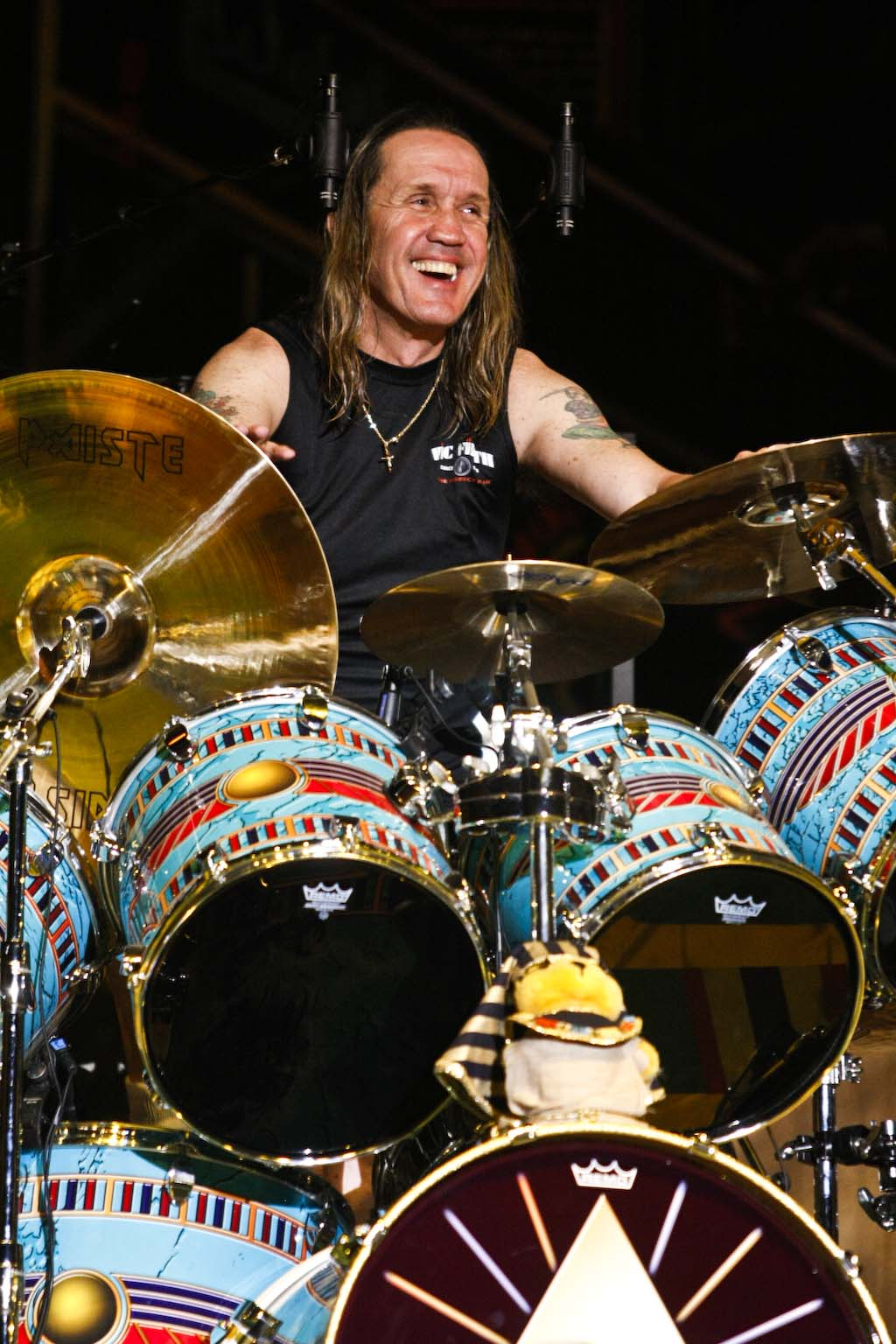
McBrain hinter seinem Schlagzeug (2008)

Michael Henry „Nicko“ McBrain (* 5. Juni 1952 in Hackney) ist ein englischer Schlagzeuger und seit 1982 Mitglied der Heavy-Metal-Band Iron Maiden. 2024 zog er sich von Liveauftritten zurück.

## Leben
McBrain wuchs im Osten Londons auf. Seinen Spitznamen „Nicko“ erhielt er von seinen Eltern, da er seinen Lieblingsteddy, den er überall mit hin nahm, „Nicholas The Bear“ nannte. Mit zwölf Jahren entdeckte er seine Neigung zum Schlagzeugspiel. 1971 war er Gründungsmitglied der britischen Rock-Formation Charlie, verließ diese Band jedoch bald wieder, um bei den „Streetwalkers“ zu spielen. Nachdem er dort wesentliche Erfahrungen gesammelt hatte, stieg er 1977 in die Band des kanadischen Blues-Gitarristen Pat Travers ein und ersetzte darin den Schlagzeuger Roy Dyke.
Auf Putting It Straight gab McBrain sein Studio-Debüt, das sich durch experimentelle Rhythmen und schwarze Einflüsse auszeichnete. Making Magic war das nächste und auch das letzte Album, das McBrain mit der Pat Travers Band einspielte. Im Laufe einer Amerika-Tour verließ er die Band und stieg etwa 1981 bei der französischen Formation Trust ein, die eine Vorgruppe von Iron Maiden auf deren Tourneen in Frankreich, England und Deutschland war. Dezember 1982 wechselte er zu Iron Maiden, als Clive Burr dort aufgrund von Drogen- und Alkoholproblemen aufhörte. Mit McBrain war die am längsten bestehende Iron-Maiden-Besetzung schließlich komplett. Der mit Clive Burr am Schlagzeug eingeleitete Erfolg wurde in den folgenden Jahren noch wesentlich ausgebaut. Das erste Iron-Maiden-Album mit Nicko McBrain war Piece of Mind. Für einige Hersteller von Schlagzeug-Equipment hielt er Workshops ab, wobei er unter anderem auch auf der Frankfurter Musikmesse bei einer Session als Gastmusiker auftrat. Neben der Musik ist er als Privatpilot aktiv.
McBrain ist verheiratet mit Rebecca, einem ehemaligen Fotomodell. Aus einer früheren Beziehung hat er zwei Söhne (* 1983 und * 1992).
Am 7. Dezember 2024 kündigte er über die Website der Band seinen Rücktritt vom Touren an, er spielte am selben Tag sein letztes Live-Konzert mit Iron Maiden in São Paulo. Vorausgegangen war im Januar 2023 ein Schlaganfall. Nach intensiven Reha-Maßnahmen konnte er die Future Past Tour 2023/2024 mit Iron Maiden spielen.

## Equipment
McBrain ist ein langjähriger Benutzer von Paiste-Becken und spielt derzeit ein Schlagzeug der British Drum Company, nachdem er von Sonor Drums gewechselt ist und zuvor Premier unterstützt hat. Außerdem spielt er seine eigenen Signature-Drumsticks von Vic Firth. Bis zu den 1990er Jahren war Nicko McBrain Endorser von Sonor. Bis dahin nutzte er auch eine Ludwig Speed-King-Fußmaschine. Ab 1993 war McBrain Endorser der britischen Marke Premier Drums. Seit dieser Zeit wurde die DW 5000 Turbo, später auch die DW 9000 Fußmaschine, ein fester Bestandteil seines Equipments.
Tour Kit (2008)
Premier Maple Classic Drums mit custom finish
- 6×6" Tom
- 8×8" Tom
- 10×10" Tom
- 12×12" Tom
- 13×13" Tom
- 14×14" Tom
- 15×15" Tom
- 16×16" Tom
- 18×16" Floor Tom
- 24×18" Gen-X Bass Drum
- 14×6.5" Ludwig LM402 Snare Drum

Becken von Paiste

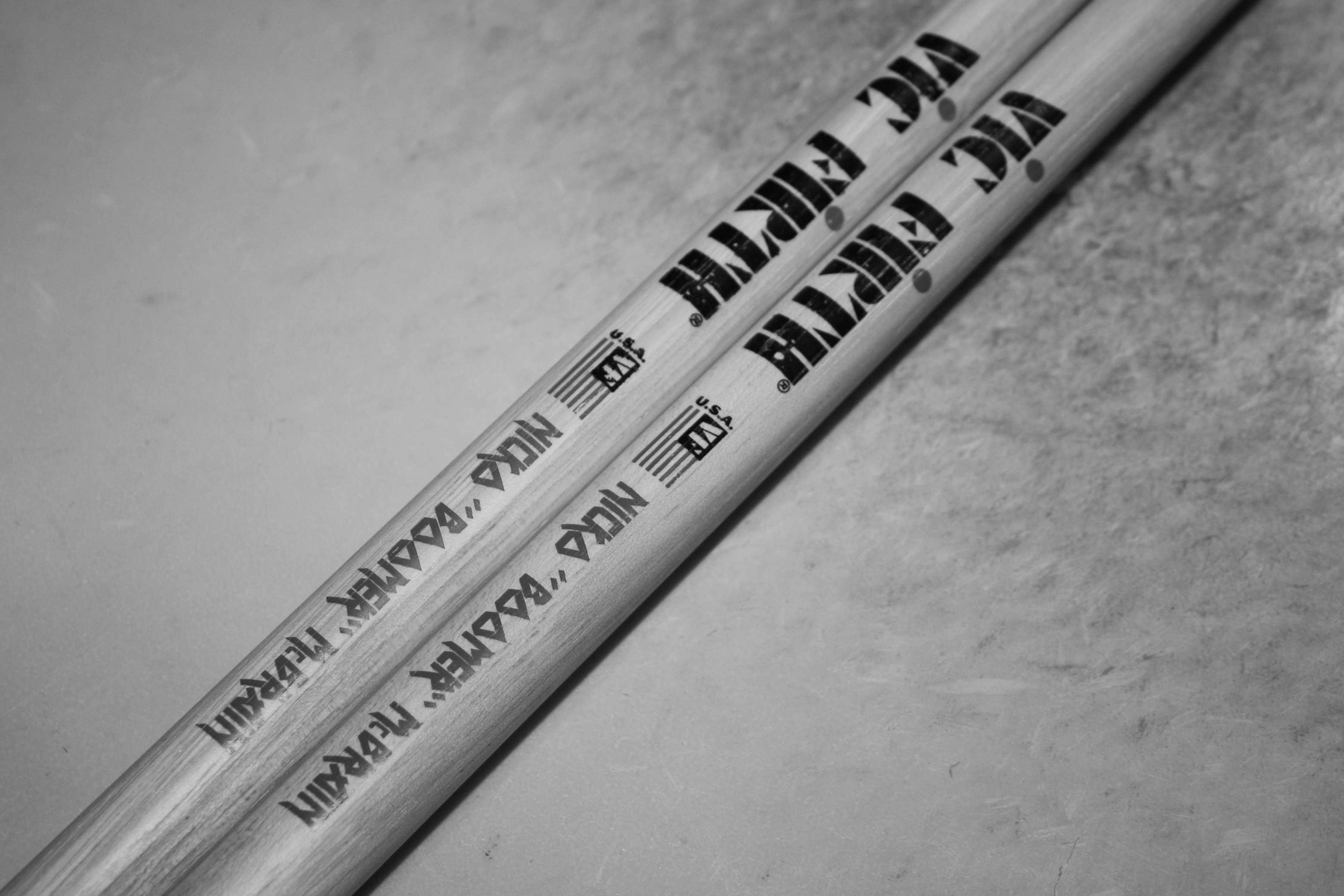
Nicko McBrains Signature Drumsticks

- 15" Signature Reflector Heavy Full Crash (custom)
- 19" Signature Reflector Heavy Full Crash
- 16" Signature Reflector Heavy Full Crash
- 20" Signature Reflector Heavy Full Crash
- 18" Signature Reflector Heavy Full Crash
- 14" Signature Heavy Hi-Hat (Reflector Finish) (custom)
- 13" Formula 602 Heavy Bell (eingestellt)
- 22" Signature Reflector Bell Ride „Powerslave“
- 17" RUDE Crash/Ride
- 20" Signature Crash (Prototype)
- 22" Signature Reflector Heavy Full Crash
- 20" Signature Reflector Heavy China (custom)
- 40" Symphonic Gong (Custom Brilliant Finish)

Drumsticks
- Vic Firth Nicko „Boomer“ McBrain Signature Drumsticks.[8]

## Trivia
- Das Schlagzeug von McBrain trägt nicht die üblichen Logos von Premier und Paiste. Vielmehr sind die Aufschriften in demselben Schriftstil wie das Iron-Maiden-Logo.
- Seine Lieblingsalben von Iron Maiden sind Powerslave, Brave New World und A Matter of Life and Death.
- Bevor McBrain Schlagzeuger bei Iron Maiden wurde, spielte er den Teufel im The Number of the Beast-Musikvideo und die Bestie auf der Roadtour.
- Mit Ausnahme des Liedes New Frontier auf dem Album Dance of Death war McBrain bei Iron Maiden nie am Songwriting beteiligt. Dafür ist er aber im zehnteiligen Listen With Nicko!-Zyklus in der The First Ten Years-Singlebox als Erzähler von Witzen, die er selbst geschrieben hat, zu hören.
- Seit dem Umstieg auf das DW-Fußpedal im Jahr 2000 spielt McBrain barfuß. Laut einem Interview mit dem Online-Magazin Revolver zur DVD FLIGHT 666 habe er so „mehr Freiheit“ beim Spielen.
- 2009 eröffnete er sein eigenes Restaurant Rock n Roll Ribs in Coral Springs, Florida.[9]